# Hidronefroză
Odată cu utilizarea tot mai mare a ecografiei, dilatarea sistemului pielocaliceal (hidronefroză, HN) sau ureteral (hidroureteronefroză, HUN) este cea mai frecventă anomalie a tractului urinar detectată în uter sau după naștere.

## Cauzele hidronefrozei:
Cauzele frecvente ale hidronefrozei și hidroureteronefrozei congenitale includ refluxul vezico-uretro-renal (RVU), stenoza joncțiunii pielo-ureterale, stenoza joncțiunii uretero-vezicale, valva uretrală posterioară (PUV), ureterul ectopic cu sau fără duplicație, ureterocelul ectopic și dilatație primară non-obstructivă.
Unii dintre copiii afectați prezintă infecții ale tractului urinar sau o masă abdominală, dar cei mai mulți dintre aceștia rămân asimptomatici mult timp.

## Ce înseamnă hidronefroza?
Hidronefroză (HN) și hidroureteronefroză (HUN): acești termeni denotă dilatarea sistemului pielocaliceal și respectiv a sistemului pielocaliceal și a ureterului, care poate fi sau nu datorată obstrucției.
Obstrucție a joncțiunii pielo-ureterala : De obicei se referă la obstrucția parțială la joncțiunea pielo-ureterală datorită îngustării intrinseci sau compresiei extrinseci de către un vas de trecere. Obstrucția completă a ureterului proximal în timpul dezvoltării fetale duce la rinichi nefuncțional.
Obstrucție a joncțiunii ureterovezicale: se referă de obicei la obstrucția parțială și se datorează îngustării ureterului distal, duplicării cu ureterocel ectopic sau inserției ectopice a ureterului.
Obstrucție acută: Această afecțiune apare de obicei la copiii mai mari, manifestată prin apariția bruscă a durerii severe de flanc/ abdominale asociate cu greață/ vărsături (criza Dietl). Aceste episoade sunt adesea recurente și se datorează de obicei obstrucției intermitente fără calculi urinari. Nefrolitiaza este mai puțin frecventă la copii, dar poate provoca obstrucție acută a tractului urinar.

## Acțiuni:
Cursul natural al hidronefrozei / hidroureteronefrozei la sugari și copii este variabil. La unii pacienți, hidronefroza / hidroureteronefroza se îmbunătățește sau se rezolvă complet, dar la alții aceasta rămâne staționară sau se agravează treptat și, în funcție de cauza de bază și fără intervenție chirurgicală în timp util, poate duce la pierderea silențioasă a funcției renale sau episoade recurente de durere abdominală/ flanc.
Prin urmare, scopul evaluării imagistice prin scintigrafie renala a acestor sugari și copii ar trebui să fie identificarea rinichilor cu risc de pierdere a funcției și prevenirea pierderii funcției prin intervenție chirurgicală în timp util.
Scintigrafia renală dinamică convențională (DTPA) este o investigație non-invazivă ce oferă informații despre funcția rinichiului afectat și completează constatările ecografice.

## Indicații clinice pentruscintigrafia renală:
– Evaluarea inițială a funcției renale și a drenajului cu diagnostic ecografic de hidronefroză / hidroureteronefroză și cistouretrografie care să demonstreze fie că nu există dovezi ale RVU, fie constatări sugestive de reflux coexistent și obstrucție la nivelul joncțiunii pieloureterale
– Examinări seriale de urmărire la pacienții cu un studiu inițial neconcludent pentru a detecta modificări ale funcției renale sau agravarea progresivă a drenajului postdiureză în încercarea de a detecta rinichii cu risc de pierdere a funcției
– Pacienți cu dureri abdominale recurente și hidronefroză, pentru a diagnostica obstrucția la nivelul joncțiunii pielo-ureterale intermitentă ca fiind cauza simptomelor
– Evaluarea funcției renale și a drenajului postdiuretic după intervenții chirurgicale.
Scintigrafia renală cu diuretic (de obicei furosemid) este un test sigur și disponibil pe scară largă care, pe lângă evaluarea funcției renale, permite evaluarea amplorii și tiparului de clearance (capacitatea de extracție a radiofarmaceuticului din sistemul circulator) al radiofarmaceuticului din tractul urinar dilatat sub diureză ridicată.
Scintigrafia renală cu furosemid se efectuează ca o procedură standard pentru investigarea și diagnosticarea dilatației tractului urinar superior și pentru urmărirea pacienților cu hidronefroză.
Scintigrafia renală dinamică cu diuretic este metodă aleasă pentru diferențierea unui sistem urinar neobstrucționat dilatat de o adevărată stenoză și contribuie la gestionarea pacienților cu hidronefroză prin evaluarea atât a fluxului urinar, cât și a funcției renale.
Rezultatele scintigrafiei renale diuretice cu furosemid sunt dependente de mai mulți factori fiziologici, anatomici, mecanici și tehnici, inclusiv funcția rinichiului afectat, capacitatea și conformitatea sistemului dilatat, starea de hidratare a pacientului, plenitudinea vezicii urinare, doza de furosemid, timpul de injectare a furosemidului în raport cu injectarea radiofarmaceuticului și selectarea regiunilor de interes pentru generarea curbelor timp-activitate.